# Leo Berger
Leo Berger, auch Léon Berger, (* 13. März 1885 in Solothurn; † 4. Juli 1983 in Pieterlen; heimatberechtigt in Münsingen sowie Solothurn) war ein Schweizer Bildhauer.

## Leben

### Ausbildung und berufliche Laufbahn
Der aus Solothurn stammende Leo Berger durchlief nach seinem Pflichtschulabschluss eine Ausbildung zum Steinmetz. Daran anschliessend studierte er an der Ecole supérieure des Beaux-Arts in Genf sowie den Akademien von Florenz, Rom sowie Berlin. Leo Berger, den mehrmalige Aufenthalte nach Berlin sowie Paris führten, bezog in den Jahren 1919 bis 1927 Ateliers in Dresden sowie Solothurn, 1928 übersiedelte er nach Zürich, 1950 nach Montagnola. In der Folge wirkte er in Massagno, zuletzt in Lostorf.
Leo Berger verstarb im Sommer 1983 im hohen Alter von 98 Jahren in Pieterlen.

### Wirken
Das künstlerische Werk des von Auguste Rodin beeinflussten Leo Berger umfasst Plastiken, Bildnisse, überlebensgrosse, häufig pathetische und allegorische Figuren und genrehafte Gruppen, Statuetten in Holz und Terrakotta, repräsentative Grabmäler sowie Denkmäler und Brunnen, die er im Rahmen öffentlicher Aufträge schuf. Leo Berger arbeitete zunächst insbesondere in Stein, seit den 1930er-Jahren vor allem in Bronze.

## Werke (Auswahl)
- Das sterbende Europa[1]
- Jüngling nach dem Bad sich abtrocknend[2]Grabskulptur. Friedhof Rosenberg in Winterthur.
- Kinderbildnis[3]
- Stierbändiger[4]
- Non omnis moriar[5]

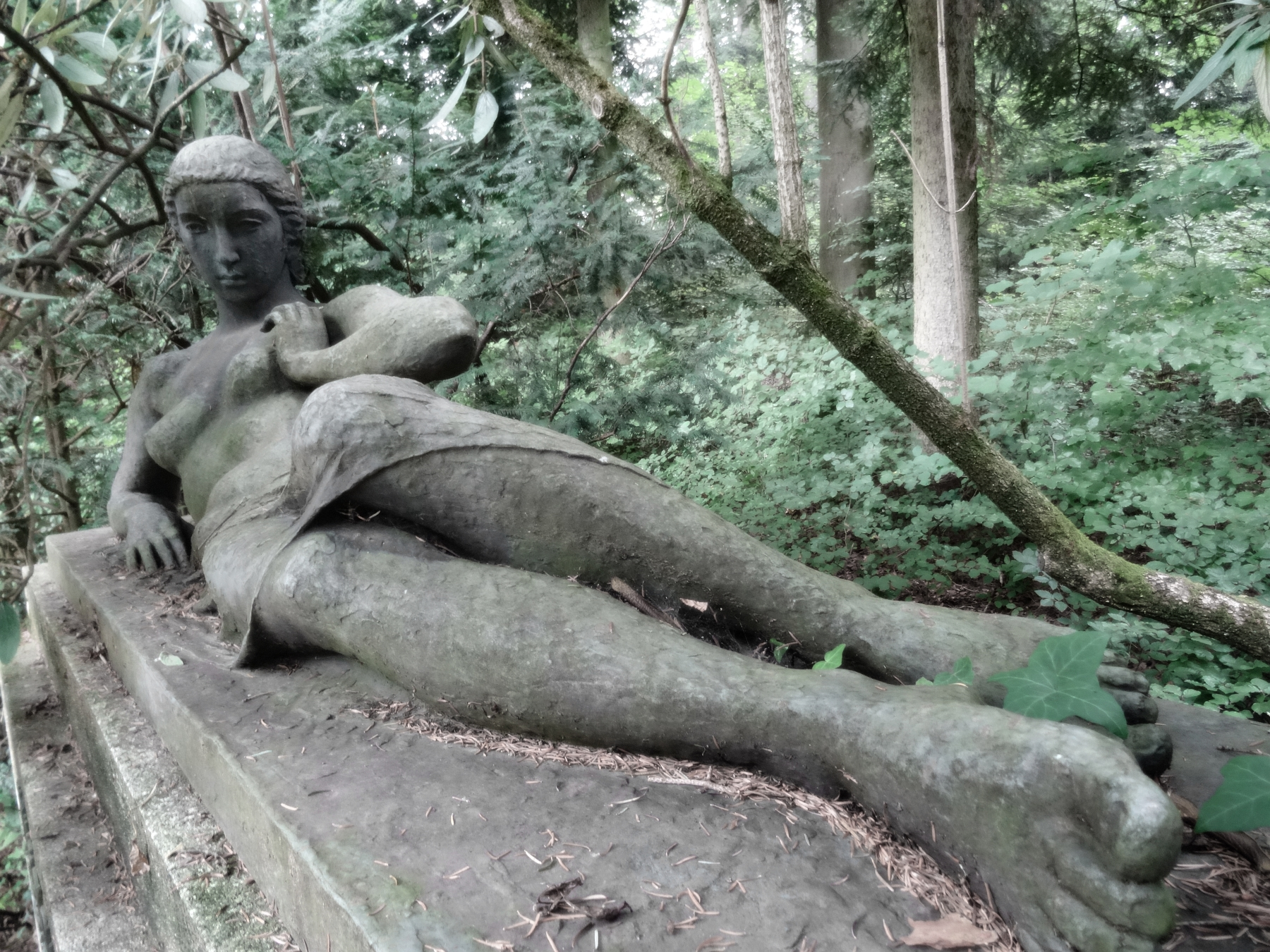
Grabskulptur. Friedhof Rosenberg in Winterthur.

- Pestalozzi-Büste, Schulhaus Hermesbühl
- Brunnen, Schulhaus Manegg; Escher-Wyss-Platz; Uetlibergstraße
- Mythenquai, Zürich-Wollishofen
- Eidgenosse, Bronze mit brauner Patina[6]
- Knabe auf Schildkröte, Bronze, Brunnen-Figur, 1923
- Schläfli-Denkmal, 1928, Solothurn
- Mädchen mit Tuch, Bronze, Brunnen-Figur, 1933